# Тршебич (округ)
Тршебич (чеськ. Okres Třebíč) — адміністративно-територіальна одиниця в краю Височина Чеської Республіки. Адміністративний центр — місто Тршебич. Площа округу — 1 463 кв. км., населення становить 111 873 осіб.
До округу входять 167 муніципалітетів, з котрих 6 — міста.